# Mere (Wiltshire)
Cet article possède des homonymes et des paronymes, voir Mere (homonymie).
Mere est une ville et une paroisse civile située au sud-ouest de Salisbury Plain dans le Wiltshire en Angleterre.
Sa population était de 2 961 habitants en 2011.